# 2014年韓國大學迎新被積雪壓垮事件
慶州積雪壓垮事件（韓語：경주 마우나오션리조트 체육관 붕괴 사고），指2014年2月17日20時30分，韓國慶州市度假村的體育館（禮堂）屋頂遭積雪壓垮的事件。壓垮時，南韓釜山外大正在辦迎新營，565名準新生在聽音樂會；20時10分開始有倒塌迹象，400餘名學生陸續逃出，20時30分壓垮一刻尚有100多名學生在館內。至少10死124傷。
屋頂材料只有1cm厚度的兩塊板材併接，裡面塞入10cm的泡沫塑料。體育館大部分用夾芯板建成，疑似是臨時建築，有海砂屋之虞。

## 積雪狀況
屋顶积雪厚度达40至50cm，场馆内地面积雪厚度20至30cm。救援時屋顶再次倒塌，警察和消防慌忙躲避。

## 引用來源
1. 1 2 3 4  .   [2020-07-12]. （原始内容存档于2014-03-05）.
2. ↑  . 中国新闻网. 2014年2月18日  [2020-07-12]. （原始内容存档于2020-07-14）.